# نينغد
نينغد (بالصينية المبسطة: 宁德؛ بالصينية التقليدية: 寧德) هي مدينة في مقاطعة فوجيان الصينية في جنوب شرقي البلاد. بلغ عدد سكانها 282٫1996 نسمة عام 2010، وتبلغ مساحتها 13٫452 كم².

## المناخ
يظهر الجدول التالي التغييرات المناخية على مدار السنة لنينغد:
| البيانات المناخية لـنينغد                        | البيانات المناخية لـنينغد | البيانات المناخية لـنينغد | البيانات المناخية لـنينغد | البيانات المناخية لـنينغد | البيانات المناخية لـنينغد | البيانات المناخية لـنينغد | البيانات المناخية لـنينغد | البيانات المناخية لـنينغد | البيانات المناخية لـنينغد | البيانات المناخية لـنينغد | البيانات المناخية لـنينغد | البيانات المناخية لـنينغد | البيانات المناخية لـنينغد |
| الشهر                                            | يناير                     | فبراير                    | مارس                      | أبريل                     | مايو                      | يونيو                     | يوليو                     | أغسطس                     | سبتمبر                    | أكتوبر                    | نوفمبر                    | ديسمبر                    | المعدل السنوي             |
| ------------------------------------------------ | ------------------------- | ------------------------- | ------------------------- | ------------------------- | ------------------------- | ------------------------- | ------------------------- | ------------------------- | ------------------------- | ------------------------- | ------------------------- | ------------------------- | ------------------------- |
| الدرجة القصوى °م (°ف)                            | 25.4 (77.7)               | 28.7 (83.7)               | 30.9 (87.6)               | 33.9 (93.0)               | 36.1 (97.0)               | 38.2 (100.8)              | 40.2 (104.4)              | 37.8 (100.0)              | 37.5 (99.5)               | 32.7 (90.9)               | 32.4 (90.3)               | 26.2 (79.2)               | 40.2 (104.4)              |
| متوسط درجة الحرارة الكبرى °م (°ف)                | 14.2 (57.6)               | 14.9 (58.8)               | 17.4 (63.3)               | 22.0 (71.6)               | 26.2 (79.2)               | 29.8 (85.6)               | 33.4 (92.1)               | 32.5 (90.5)               | 30.0 (86.0)               | 26.0 (78.8)               | 21.4 (70.5)               | 16.6 (61.9)               | 23.7 (74.7)               |
| المتوسط اليومي °م (°ف)                           | 10.6 (51.1)               | 11.2 (52.2)               | 13.5 (56.3)               | 17.9 (64.2)               | 22.4 (72.3)               | 26.1 (79.0)               | 29.3 (84.7)               | 28.7 (83.7)               | 26.3 (79.3)               | 22.3 (72.1)               | 17.7 (63.9)               | 12.7 (54.9)               | 19.9 (67.8)               |
| متوسط درجة الحرارة الصغرى °م (°ف)                | 8.2 (46.8)                | 8.7 (47.7)                | 10.7 (51.3)               | 15.0 (59.0)               | 19.5 (67.1)               | 23.3 (73.9)               | 26.2 (79.2)               | 25.8 (78.4)               | 23.5 (74.3)               | 19.3 (66.7)               | 14.9 (58.8)               | 9.9 (49.8)                | 17.1 (62.7)               |
| أدنى درجة حرارة °م (°ف)                          | −0.3 (31.5)               | 1.4 (34.5)                | 2.2 (36.0)                | 7.3 (45.1)                | 13.4 (56.1)               | 16.4 (61.5)               | 21.2 (70.2)               | 21.5 (70.7)               | 15.6 (60.1)               | 10.7 (51.3)               | 5.5 (41.9)                | −1.4 (29.5)               | −1.4 (29.5)               |
| الهطول مم (إنش)                                  | 77.3 (3.04)               | 110.7 (4.36)              | 175.4 (6.91)              | 169.8 (6.69)              | 223.2 (8.79)              | 283.3 (11.15)             | 196.1 (7.72)              | 295.6 (11.64)             | 243.5 (9.59)              | 83.7 (3.30)               | 75.7 (2.98)               | 62.5 (2.46)               | 1٬996٫8 (78.63)           |
| متوسط الرطوبة النسبية (%)                        | 76                        | 79                        | 79                        | 78                        | 78                        | 80                        | 75                        | 77                        | 74                        | 71                        | 73                        | 74                        | 76                        |
| المصدر: China Meteorological Data Service Center |                           |                           |                           |                           |                           |                           |                           |                           |                           |                           |                           |                           |                           |